# SunRed
SunRed, officieel Sunred Engineering is een raceteam en sportwagenconstructeur uit Spanje. Bij het grote publiek is Sunred vooral bekend vanwege de deelname aan het WTCC. In 2009 onthulde Sunred een Formule 1-driezitter, volledig ontwikkeld door het team.

## WTCC

### Tom Coronel
Tom Coronel reed voor Sunred.

### Privateers
Sunred debuteerde in 2008 in het WTCC, als privé-team. Het team verscheen aan de start met een Seat Leon TFSi, bestuurd door Tom Coronel. Naast Coronel, die het hele kampioenschap reed, zette het team ook een tweede auto in voor de coureur die de meeste punten scoorde in het voorgaande Seat Leon Eurocup weekend. In deze auto kwam onder meer Toms broer Tim Coronel een weekend uit.
In 2009 wist Tom Coronel het "independents" kampioenschap te winnen, het kampioenschap voor privé-teams.

### Fabrieksteam
Na het seizoen 2009 trok Seat Sport zich terug uit het WTCC. Sunred treedt daarom vanaf 2010 op als officieel fabrieksteam van Seat, onder de naam SR-Sport.  Naast het officiële team staat nog een Sunred team aan de start van het kampioenschap, onder de naam Sunred Engineering. Dit team beschikt ook over de TDi León, maar krijgt minder fabriekssteun.